# Tanit Phoenix
Tanit Phoenix (sinh ngày 24 tháng 9 năm 1980)  là một người mẫu thời trang, nữ diễn viên, và chuyên gia trang điểm người Nam Phi. Cô được biết đến với những bộ ảnh đồ bơi và đồ lót sau khi xuất hiện trong ấn phẩm áo tắm Sports Illustrated năm 2003 và trên tạp chí GQ và FHM cùng năm.

## Tuổi thơ
Tanit Phoenix sinh ra ở Durban, KwaZulu-Natal, và là người gốc Hà Lan và Ailen. Cô đăng ký học múa ba lê từ năm 5 tuổi và nhảy năm 15 tuổi.

## Sự nghiệp người mẫu
Phoenix bắt đầu sự nghiệp tại Durban, Nam Phi năm 14 tuổi, sau khi được một trinh sát người mẫu ở thị trấn quê nhà Westville phát hiện. Cô đã xuất hiện trong các quảng cáo truyền hình quốc tế cho Adidas, Coca-Cola, Volvic water, Aqua-khoáng, Visine, Schweppes, American Swiss Jewellery, Citroen C3, Nivea, Alberto VO5, Aria, Transition Lenses, Volvic, Chiến dịch nội y gây xao lãng  và chiến dịch quảng cáo trên truyền hình Veet mà cô đã tổ chức trong 5 năm.
Phoenix xuất hiện trong quảng cáo truyền hình châu Âu về sữa tắm Fa, và nhảy dù. Sau đó, cô được chọn làm cô gái trang bìa cho German Maxim năm 2004 sau khi được đặt tên là "Who's That Girl?" tại lễ trao giải Người phụ nữ của năm Maxim Đức năm 2003, và sau đó xuất hiện trên trang bìa của American Maxim năm sau đó. Cô được xếp hạng 5 trong cuộc bầu chọn "100 Phụ nữ quyến rũ nhất thế giới" trong số các độc giả FHM Nam Phi năm 2004, # 6 năm 2005, # 10 năm 2006, # 40 năm 2007  Năm 2011, Phoenix giành giải "Người phụ nữ quyến rũ nhất năm của IGN". Cô là cô gái nổi tiếng nhất từng được chụp cho Babeology bởi IGN.
Cô đã bốn lần xuất hiện trên trang bìa của Nam Phi Cosmopolitan, FHM Nam Phi và Mỹ, Legacy, Indwe, Marie Claire phiên bản Nam Phi, Shape phiên bản Đức và Nam Phi và Tạp chí GQ Nam Phi, và thường xuyên được chụp Sports Illustrated Swimsuit Issue. Vào tháng 5 năm 2014, Tanit Phoenix xuất hiện trên trang bìa cho Maxim Nam Phi.